# Tiberios II
Tiberius II Constantinus Augustus, född 520, död 582, var östromersk kejsare år 578–582. Tiberius tjänade under Justinus II och var militärbefälhavare när avarerna besegrades 570 och när dessa besegrade östromarna året därpå. När kejsaren fick mentalt sammanbrott 574 utsågs Tiberius till medkejsare till dennes död fyra år senare.